# Alvin Johnson
Alvin Saunders Johnson, Ph.D. (18 décembre 1874 – 7 juin 1971) est un économiste américain né près de Homer dans le Nebraska. Il est un des cofondateurs et le premier directeur de The New School, ainsi qu'un ancien éditeur du New Republic.

## Biographie
Alvin Johnson a été formé à l'Université du Nebraska  et l'université Columbia où il décroche son doctorat en 1902. Par la suite, il a occupé plusieurs positions universitaires à l'Université Columbia, l'Université du Nebraska, l'Université du Texas à Austin, l'Université de Chicago, l'université Stanford et à l'université Cornell
Il fut assistant éditeur de la Political Science Quarterly in 1902-06 et, à partir de 1917, éditeur du New Republic de New York.
Cofondateur de The New School à New York en 1918, il en devient directeur en  1922.  Johnson  a aidé à sauver de nombreux chercheurs d'Europe centrale persécutés par les Nazis  dans les années trente et quarante. Il a alors créé une division de  The New School  qui devint connue sous le nom d' "Université en exil". Il fut aussi un des éditeurs de l'importante Encyclopaedia of the Social Sciences.
Il se retire officiellement en décembre 1945 et meurt en 1971  à  New York..

## Publications majeures
- Rent in Modern Economic Theory: An Essay in Distribution, 1903.
- Introduction to Economics, 1909.
- "Review of Hobson's Industrial System", 1911, AER.
- "Review of Hobson's Science of Wealth", 1912, AER.
- "Review of Böhm-Bawerk's Positive Theory of Capital", 1914, AER.
- "Review of Adler's Kapitalzins und Preisbewegung", 1914, AER.
- War and the Interests of Labor, 1914.
- Commerce and War, 1914.
- The Professor and the Petticoat, 1914 (novel).
- "Review of Carver's Essays in Social Justice and Hollander's Abolition of Poverty", 1916, AER
- John Stuyvesant, Ancestor, 1919.
- Editor, Encyclopaedia of the Social Sciences, 1930.
- "The Rising Tide of Anti-Semitism", 1939, Survey Graphic
- The Clock of History, 1946.
- Socialism in Western Europe, 1948.
- Pioneer's Progress: An autobiography, 1952.
- Essays in Social Economics, 1954.
- New World for Old: A Family Migration, 1965
- Introduction to Economics, 1971[1].

## Sources
- Peter M. Rutkoff, William B. Scott: New School: a History of the New School for Social Research. New York: Free Press 1986.
- Autobiography, Pioneer's Progress, published in 1952